# Mahmud Ghazan

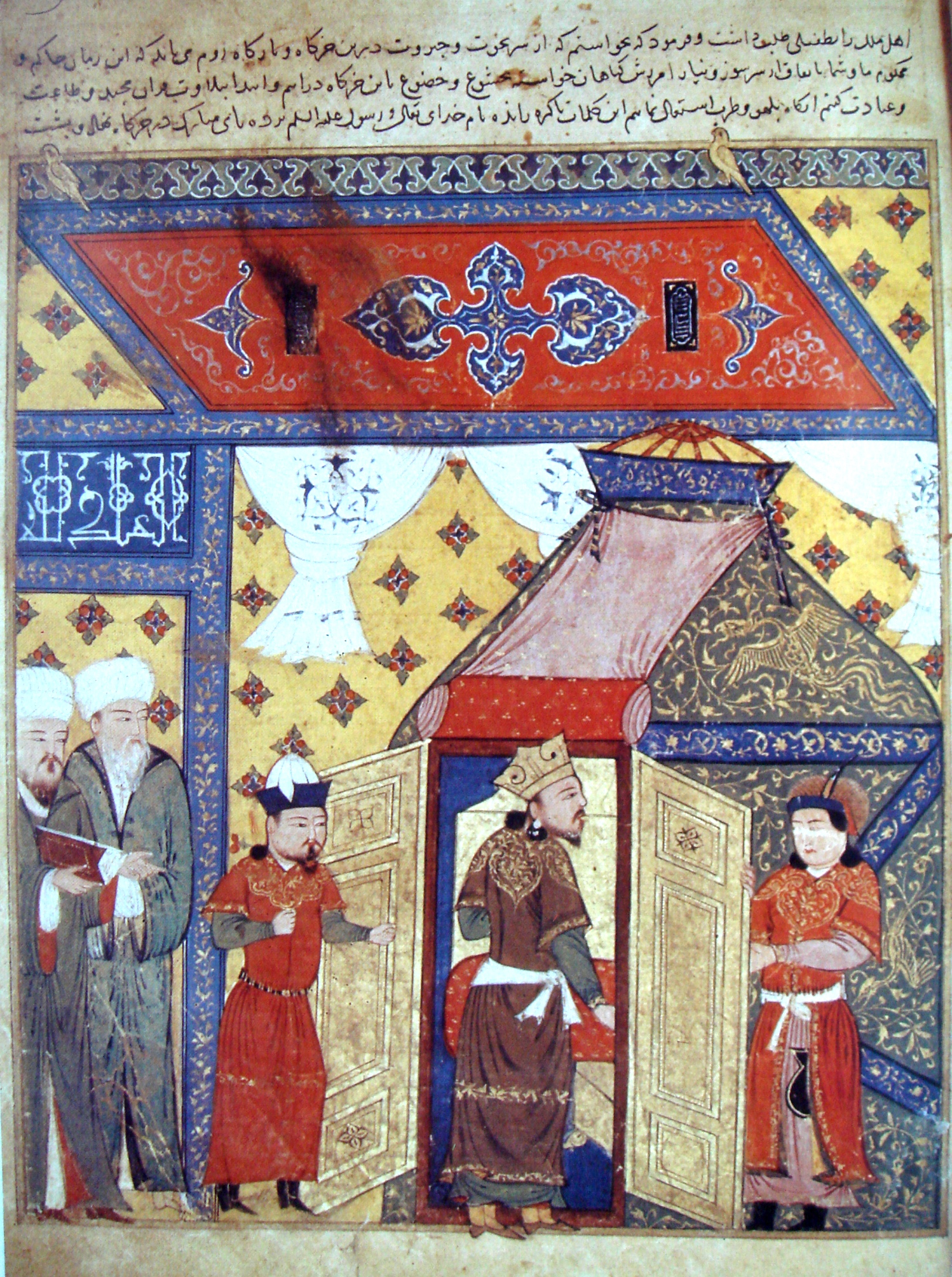
Mahmud Ghazan

Mahmud Ghazan, född 5 november 1271, död 11 maj 1304, var il-khan (det vill säga formellt "under-khan", lydande under den mongoliske storkhanen) av Persien från 1295 till sin död.
Mahmud Ghazan var den förste muslimske mongolhärskaren och är mest känd som den som återinförde islam som statsreligion i Persien efter den mongoliska erövringen.